# Hopmann (cràter)
|  | No s'ha de confondre amb Hohmann (cràter). |

Hopmann és un cràter d'impacte que es troba a l'hemisferi sud de la cara oculta de la Lluna. Està unit a la part nord de la gran plana emmurallada del cràter Poincaré. A menys d'un diàmetre de distància al nord-nord-oest apareix el cràter Garavito.

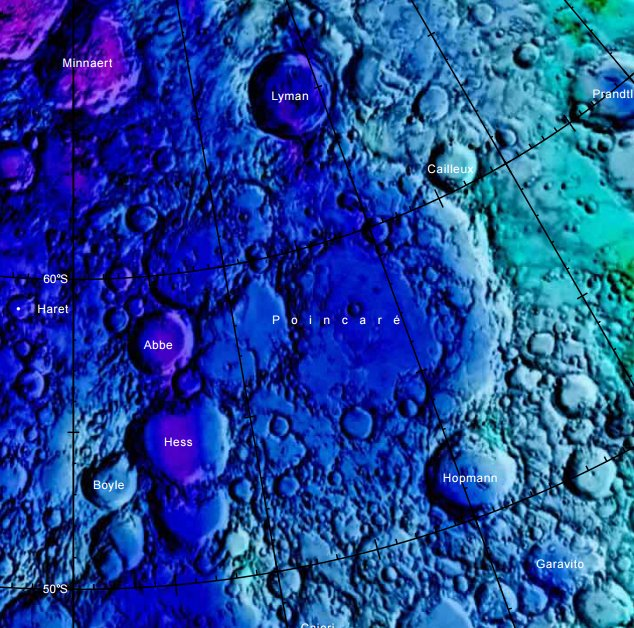
Localització de Hopmann (inferior dreta de la imatge)
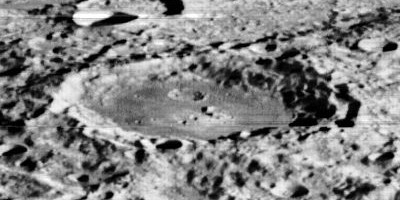
Vista obliqua (Lunar Orbiter 2), costat sud

La vora exterior d'aquest cràter ha patit algun desgast a causa de l'erosió d'impactes posteriors. Les parets interiors encara posseeixen algunes estructures aterrassades en el seu sector meridional. Un petit cràter se superposa a la vora nord, i un altre parell de diminuts cràters s'alineen amb la vora de Hopmann en la seva vora oriental.
El sòl interior és relativament pla i té una albedo més baixa que la superfície circumdant, donant-li un aspecte lleugerament fosc. Algunes crestes baixes es localitzen prop de el punt mig del cràter, amb una vora en forma de doble anell al sud-sud-est de centre. Un petit cràter al nord-oest del punt mig està envoltat per una petita faldilla de material d'ejecció de major albedo, donant-li l'aparença d'un pegat blanc.